# Júlia Molins
Júlia Molins Vila (Barcelona, 24 de mayo de 1993), más conocida como Júlia Molins, es una actriz española de televisión, teatro y cine. Entre sus papeles destacan el de Sofía Álvarez en Seis hermanas, serie de Televisión Española (Bambú Producciones) y Ona Palà en la serie catalana Cites de TV3 (Filmax).

## Biografía
A los 11 años inició sus estudios artísticos en la Escuela de Teatro Musical de Barcelona MEMORY, donde además de clases de teatro, también se instruyó en canto, jazz y claqué. Con esa misma edad empezó a formar parte del grupo musical SP3 del Club Super3 durante 8 años.
Paralelamente, estudió el bachillerato humanístico en el Instituto Valdemosa y al terminar siguió formándose como actriz en la conocida escuela de interpretación Nancy Tuñón donde obtuvo el título de Formación del Actor. También se ha formado en otras escuelas como Aules, El Timbal, Eòlia y el estudio de la coach Laura Jou.
En el 2011 fundó la compañía de teatro La Hydra, con la que se produjeron diversos espectáculos en Barcelona y Madrid como El último día de febrero (2011-2012), Espriu són sis (2013) o Utilitat programada (2015). También forma parte de la compañía El niño Andrés, con la que ha participado en el espectáculo Collectivus, el cual les ha llevado a actuar en la Sala Beckett de Barcelona (2014), en el teatro de la Volksbühne de Berlín (2015) y en la Sala Seca Espai Brossa de Barcelona (2016).
En televisión, sus primeras apariciones capitulares fueron en el canal autonómico catalán TV3 en las series Kubala, Moreno i Manchón (2012) y La Riera (2013). Posteriormente, rodó la película Hooked Up, estrenada en junio de 2013 en el Festival de Sitges.
En el 2015 le llegaron sus trabajos más destacados hasta el momento. Interpretó a Ona Palà en la serie catalana Cites de TV3 (Filmax) durante las dos temporadas que duró, apareciendo en un total de 6 episodios. También desde 2015 interpreta a Sofía Álvarez en la telenovela diaria Seis hermanas de Televisión Española (Bambú Producciones).
Actualmente participa en el thriller de Telecinco Sé quién eres. En dicha serie vuelve a coincidir con su compañero en Cites Biel Durán y también con el director Pau Freixas.

## Filmografía

### Televisión
- Kubala, Moreno i Manchón, como Blanca (TV3, 2012)
- La Riera, como Rosana (TV3, 2013)
- Make Up' (piloto TV), como Mini. Director: Sergi Vizcaíno (2014)
- Cites, como Ona. Director: Pau Freixas (TV3, 2015-2016)
- Seis hermanas, como Sofía (Televisión Española, 2015-2017)
- Sé quien eres, como Lola (Telecinco, 2016)
- Servir y proteger, como Isabela Fernández  (Tve, 2018)
- Amar es para siempre, como Rocío Altabás  (Antena 3, 2019)
- Señoras del (h)AMPA, como Berta Núñez Carmona (Telecinco/Amazon Prime Video 2020-2021)
- Valeria, como Cris (Netflix, 2020)
- Madres. Amor y vida, como Sandra Alonso Moya (Telecinco/Amazon Prime Video 2022-2023)

### Cine
- Hooked Up, como Noemí. Director: Pablo Larcuen. Productor: Jaume Collet-Serra (2013)
- Hogar, como chica joven (2020)

### Teatro
- El último día de febrero. Cia. La Hydra (2012-2013)
- Espriu són sis. Cia. La Hydra (2014)
- Petazetas. Director: Enric Cambray (2014)
- Collectivus. Cia. El niño Andrés (2014-2016)
- Utilitat Programada. Cia. La Hydra (2015)
- La luz más oscura. Director: Sergi Vizcaíno (2016)

### Cortometrajes
- Cartas a Noé. Directora: Gala Hernández (2013)
- Te prometí la noche. Director: Juan Cobo (2013)
- Producte bàsic, webserie. Director: Isi Vila (2014)
- HOPE. Director: Aleix Buch (2015)
- Una tarde con Bolaño. Director: Miquel Casals (2016)